# Interaktionsbezogene Fallarbeit
Interaktionsbezogene Fallarbeit (IFA; teilweise auch interaktionelle Fallarbeit) bezeichnet eine patientenbezogene Selbsterfahrung. Unter der Anleitung eines erfahrenen Praktikers treffen sich Arbeitsgruppen aus Psychotherapeuten oder Ärzten regelmäßig, um schwierige Fälle aus ihrer Arbeit zu besprechen und durch den interkollegialen Austausch die Beziehung zu ihren Patienten zu verbessern. Damit ähnelt die IFA den Balint-Gruppen. Während sich die Balint-Gruppen jedoch an psychoanalytischen Konzepten orientieren, handelt es sich bei der IFA um eine verhaltenstherapeutische Methode.

## Geschichte
Der Einbezug der Verhaltenstherapie in die Musterweiterbildungsordnung der Ärzte führte dazu, dass die Verhaltenstherapie als Richtlinienverfahren in den neunziger Jahren auch Eingang in die ärztlichen Weiterbildungsordnungen fand. In Analogie zur Balint-Arbeit, welche bei den analytisch und tiefenpsychologisch arbeitenden Therapeuten gefordert wurde, war anfangs von „verhaltenstherapeutischer Balint-Arbeit“ die Rede. Bei verhaltenstherapeutisch orientierten Praktikern entstand jedoch schnell der Wunsch, den Beziehungsgedanken mit eigenen Begrifflichkeiten und verhaltenstherapeutischen Techniken zu fokussieren. Eine erste breitere Initiative zur konzeptionellen Bündelung der IFA-Arbeit ging 2002 von Serge K. D. Sulz in München aus. Seitdem ist die Methode stetig weiterentwickelt worden und verfügt analog zu den Balint-Tagen über einen eigenen IFA-Kongress, welcher erstmals 2014 in Berlin stattfand.

## Methode
Geprägt wurde die Weiterentwicklung der Methode von einer Reihe theoretischer und konzeptioneller Hintergründe.

### Einbeziehung impliziter Erwartungen und Vorstellungen
Die IFA basiert auf der Annahme, dass das berufliche Handeln von Therapeuten nicht einzig und allein explizitem Wissen und rationalen Verhaltensregeln folgt. Implizite Erwartungen und Vorstellungen, welche beispielsweise auf lebensgeschichtlichen oder beruflichen Erfahrungen beruhen, können nach dieser Annahme einen ebenso großen Einfluss ausüben und mitunter zum Misslingen einer therapeutischen Interaktion führen. Ziel ist es daher, implizite handlungsbestimmende Elemente im Rahmen der IFA lebendig werden zu lassen und sie so einer rationalen Bearbeitung zugänglich zu machen.

### Schemaberührung
Ausgehend von psychoanalytischen und schematherapeutischen Konzepten wird angenommen, dass Therapeut und Patient bei ihrem Aufeinandertreffen gegenseitig bestimmte Schemata aktivieren. Dieser Prozess, so die Annahme, läuft in der Regel unbewusst ab. Bei dem Versuch, die aktivierten Schemata zu bewältigen, geraten beide Beteiligte in einen schematherapeutisch so genannten ‚Bewältigungsmodus‘, welcher sich durch unflexibles (beispielsweise übermäßig vermeidendes oder unterwerfendes) Verhalten kennzeichnet und sich schließlich in einem dysfunktionalen Interaktionsmuster verfestigt. Das in der IFA angewandte Konzept der `Schemaberührung‘ schließt bei den erwähnten Dynamiken nicht nur die Beziehung zwischen Therapeut und Patient mit ein, sondern all jene Konstellationen, bei denen eine emotionale Verwicklung des Therapeuten vorhanden ist (z. B. Beziehungen mit Kollegen), und welche wiederum bei den Patienten Schemata aktivieren können.
Weitere wichtige in der IFA angewandte Konzepte sind „Spiegelreaktionen“ (die Annahme, dass ein unbewusstes Phänomen durch seine Betrachtung bei anderen Gruppenmitgliedern auf entlastende Weise verständlich werden kann), die Arbeit mit Metaphern, Bildern und anderen nichtsprachlichen Ausdrucksformen, die Einbeziehung des Achtsamkeitskonzeptes sowie Einflüsse aus systemischen Ansätzen, Gestalttherapie und Psychodrama. Zusammengefasst soll die IFA als ein Feld verstanden werden, auf welchem der „Ideenreichtum nicht-verhaltenstherapeutischer Denker und Kollegen“ auf freie und spielerische Weise erprobt und auf seine Bereicherungskompetenzen überprüft werden.

### Strukturelemente der IFA
Die IFA basiert auf dem Prinzip der geleiteten Gruppeninteraktion und umfasst neben den festen Rollen von Leiter, Fallvorsteller und Gruppenmitgliedern einen festgelegten räumlichen und zeitlichen Ablaufplan.
Der Fallvorsteller ist die Person, auf deren Anliegen sich die IFA-Gruppe für die Dauer der Runde konzentriert. Er oder sie wird nach einem Auswahlprozess zu Beginn der Runde bestimmt, während die übrigen Teilnehmer die Rolle der Gruppenmitglieder einnehmen. Der Fallvorsteller präsentiert eine konkrete, aus ihrer oder seiner Sicht unbefriedigende therapeutische Beziehungskonstellation (den „Fall“). Erstes Ziel ist es, der Gruppe gegenüber einen Klärungsauftrag (z. B. „Helft mir zu verstehen, was zwischen mir und meinem Patienten los ist“) oder einen Änderungsauftrag (z. B. „Helft mir, eine bessere Haltung gegenüber meiner Patientin zu finden“) zu formulieren. Während die fallvorstellende Person in der Folge eine beobachtende Position einnimmt und das Gruppengeschehen auf sich wirken lässt, lassen die Gruppenmitglieder das Problem lebendig werden, indem sie ihre Überlegungen, Gefühle, Bilder und Impulse ausdrucksstark inszenieren und benennen. Sie stellen im Rahmen der Gruppe „eine Problemaktualisierung her“, welche es ihnen ermöglicht, sich vom Erleben und Handeln der fallvorstellenden Person ein zutreffendes Bild zu machen. Diese wiederum reflektiert das Erlebte und wählt die für sie zutreffenden Symbolisierungsangebote aus. Aufgabe des IFA-Leiters ist zum einen die Unterstützung der fallvorstellenden Person; beispielsweise bei der Entwicklung und Formulierung ihres persönlichen Bearbeitungsanliegens. Weiterhin sorgt der Leiter für eine kontinuierliche Abgleichung zwischen dem Klärungs- und Problemlösungsprozess der Gruppe sowie dem Erkenntnisfortschritt der vorstellenden Person. Dabei ist es wichtig, dass sich der/die Leiterin inhaltlich so weit wie möglich zurückhält und gleichzeitig den Kern der IFA fokussiert: das Erkunden und Explizieren von impliziten Inhalten.

### Ablauf einer IFA-Sitzung
Die IFA läuft nach einer festgelegten Folge aufeinander aufbauender Schritte ab. Nach einer allgemeinen Begrüßung und Sammlung von Anliegen verständigt sich die Gruppe zunächst auf die Reihenfolge der zu besprechenden Themen. Ausgangspunkt der inhaltlichen Arbeit ist der Bericht eines Fallvorstellers. Dieser beschreibt seine Sicht auf eine schwierige Beziehungssituation, welche beispielsweise in einem stockenden therapeutischen Prozess oder durch emotionale Belastung des Fallvorstellers zum Ausdruck kommen kann. Moderiert vom IFA-Leiter gibt die Gruppe eine erste Resonanz zum Bericht. Hierdurch soll sichergestellt werden, dass der Fallvorsteller sich verstanden fühlt und die Gruppe in seinem Sinn arbeitet. Anschließend wechselt die Gruppe von einer verbal-begrifflichen Ebene auf eine implizite Ebene. Durch die Arbeit mit Symbolen, Bildern und anderen Methoden wird der Fall kreativ und spielerisch bearbeitet. Dies bietet zum einen den Vorteil, dass der Fallvorsteller eine neue Perspektive und gewisse Distanz zu sich und seinem Patienten einnimmt. Zum anderen können durch den Ebenenwechsel begleitende Emotionen intensiver erlebt und bearbeitet werden. Ziel ist es, dass der Fallvorsteller am Ende des Gruppenprozesses emotional entlastet und für die weitere therapeutische Arbeit neu orientiert ist.

## IFA als Teil der Aus- und Weiterbildung
Aktuell ist die größte Domäne der IFA die Weiterbildung von Ärzten in den Facharztbereichen Psychiatrie-Psychotherapie, Psychosomatische Medizin, den Zusatzbezeichnungen Psychotherapie anderer Facharztbereiche und der psychosomatischen Grundversorgung. Die Teilnahme an IFA-Gruppen ist notwendiger Baustein in der ärztlichen Weiterbildung und als solcher in der ärztlichen Weiterbildungsordnung inzwischen gleichlautend für Balint- und IFA-Gruppen geregelt. Dabei hat die IFA-Arbeit als patientenbezogene Selbsterfahrung neben der Supervision und der Selbsterfahrung einen eigenen Platz inne.